# Aprostocetus acron
Aprostocetus acron är en stekelart som beskrevs av Graham 1987. Aprostocetus acron ingår i släktet Aprostocetus och familjen finglanssteklar. Inga underarter finns listade i Catalogue of Life.